# Vimont, Calvados

Vimont este o comună în departamentul Calvados, Franța. În 1 ianuarie 2022 avea o populație de 884 de locuitori.